# Substraat (materiaalkunde)

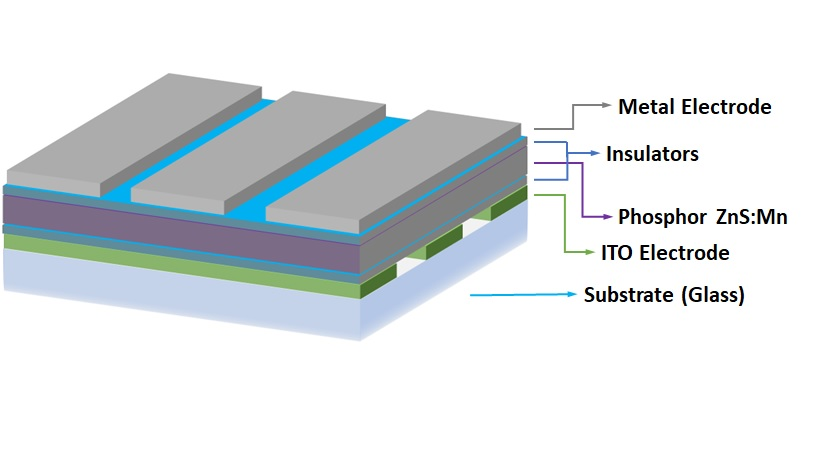
Multilaag thin film bovenop een substraat van glas.

Substraat is een term die in de materiaalkunde en techniek wordt gebruikt om het ondermateriaal te beschrijven waarop een bewerking wordt uitgevoerd. Het is dus een basis en de materiaalkeuze hiervan hoeft niet afhankelijk te zijn van de verdere behandeling, maar vaak is dit wel het geval. De term substraat wordt gebruikt voor ondermateriaal waarop onderzoeken worden uitgevoerd binnen de materiaalkunde, maar ook voor de ondergrond waarop oppervlaktebehandelingen worden uitgevoerd tijdens productieprocessen in de techniek.
Meestal refereert men met substraat naar het oppervlak van het ondermateriaal, waarop een oppervlaktebehandeling wordt uitgevoerd. Het substraatoppervlak kan worden gebruikt voor de depositie van thin films (extreem dunne materiaallagen) om coatings te produceren. Het kan ook de ondergrond zijn waarop verf, lijm of plakband is bevestigd.
Over het algemeen is een substraat gemaakt van een stijf materiaal, zoals metaal, beton of glas, zodat de coating makkelijk kan worden aangebracht. Echter worden er voor specifieke toepassingen ook flexibele substraten gebruikt.
De hechting van de coatinglagen wordt sterk beïnvloed door de toestand waarin het substraatoppervlak verkeerd. Het gaat hier specifiek om verontreiniging, gladheid, oppervlakte-energie, vocht, enzovoorts. Sommige substraten zijn anisotroop, dan zijn de oppervlakte-eigenschappen afhankelijk van de richting, denk hierbij aan hout- en papierproducten of gewalst metaal.

## Coatings
Coating kan op verschillende manieren plaatsvinden:
- Lijmen en plakband
- Coating- en printprocessen
- Chemical vapor deposition en physical vapor deposition
- Conversiecoating
  - Anodiseren
  - Chromateren
  - Fosfateren
  - Plasma elektrolytische oxidatie
- Verven
  - Email verf
  - Poederlakken
  - Industriële coating
  - Silicaat minerale verf
  - Fusion bonded epoxy coating (FBE coating)
- Beitsen en oliën, een soort plaatstaal-coating
- Plateren
  - Stroomloos plateren
  - Elektrodepositie
- Polymeercoatings, zoals Teflon
- Sputter of vacuüm depositie van materialen
- Email (glazuur)

In de optica kan glas worden gebruikt als substraat voor een optische coating - ofwel een antireflectiecoating om de spiegeling te verminderen, of een spiegelcoating om deze te versterken.
Een substraat kan ook verwijzen naar een bewerkt oppervlak, waar een onbedoeld of natuurlijk proces plaatsvindt, zoals bij:
- Aanslag (oppervlakteverontreiniging)
- Corrosie
- Biolosche aanslag
- Heterogene katalyse
- Adsorptie